# Taransay

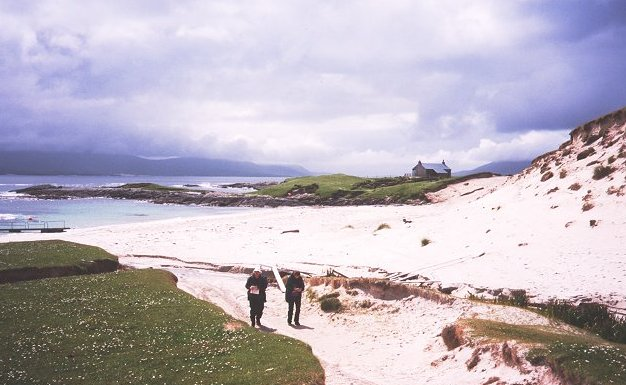
Playa en Paible, Taransay

Taransay (en gaélico escocés: Tarasaigh), es una isla localizada en el grupo de las Hébridas Exteriores, en Escocia. La isla se encuentra ubicada en las coordenadas 57.8995°N, 7.0167°W. La isla ocupa una superficie de 14,75 km², y desde 1974 se encuentra deshabitada, excepto en época de vacaciones. Con su superficie, Taransay es la isla más grande de Escocia que carece de una población estable. 